# メロス楽譜
メロス楽譜（メロスがくふ）は、日本の音楽出版社。合唱曲、もしくは合唱に関連した書籍の出版に特化している。

## 概要
東京都合唱連盟の役員を務めている西野一雄によって、東京都府中市に設立。大学時代より男声合唱団で長く歌っていた経験からか、出版物は男声合唱曲の楽譜がほとんどであり、その中の多くは多田武彦の合唱組曲である。「木下杢太郎の詩から」「藁科」のように、他社から刊行されながら長らく絶版状態にあったものの再刊も含まれているが、近作も数多く手がけている。この他には、小山順子、中村茂隆、萩原英彦の男声合唱曲や、福永陽一郎、三木稔、皆川達夫による編曲作品がある。
音楽書の部門では2007年現在、3冊の『なまずの孫』（深沢眞二著）シリーズを出版している。合唱曲の歌詞（詩）を、文学研究者の視点からユニークに解説したものである。著者も出版社の設立者と同じく、長い男声合唱経験を持つことから、扱われている作品の大多数は男声合唱曲である。なお、これらの本に関してのみ、出版社の名義はメロス音楽出版となっている。
2016年に、株式会社パナムジカが事業を継承することを発表した。
| スタブアイコン | サブスタブ | この項目は、まだ閲覧者の調べものの参照としては役立たない、企業に関連した書きかけの項目です。この項目を加筆・訂正などしてくださる協力者を求めています（PJ:経済）。 |